# Derby calcistici in Grecia
Questa è una lista dei principali derby calcistici in Grecia.
- Derby di Atene
  - Derby tra 'i Grandi Tre'
    - Derby degli eterni nemici: Olympiakos-Panathinaikos
    - A.E.K.–Panathinaikos: Panathinaikos-AEK Atene
    - Olympiacos–A.E.K.: Olympiakos-AEK Atene

  - Derby di Atene Ovest: Egaleo-Atromitos Peristeri[1]
  - Derby di Nuova Smirne: Apollon Smyrni-Panionios[1]
  - Derby di Atene Sud: Kallithéa-Panionios[1]
  - Panionios-Atromito: Panionios-Atromitos Peristeri
  - AEK-Apollon: Apollon Smyrni-AEK Atene[2]
  - Ogni match tra Panionios e AEK Atene/Panathinaikos.
  - Derby del Pireo:[3]
    - Derby del Pireo: Ethnikos Piraeus-Olympiakos
    - Derby di Nikaia: Proodeftiki-Ionikos[1]
- Derby di Salonicco
  - Derby della Grecia settentrionale: Aris Thessaloniki-PAOK Thessaloniki
  - Iraklis-Aris Thessaloniki/PAOK Thessaloniki
  - Makedonikos-Agrotikos Asteras
- Atene-Salonicco
  - Derby delle aquile bicefale: AEK Atene-PAOK Thessaloniki
  - Olympiacos–P.A.O.K.: PAOK Thessaloniki-Olympiakos
  - Panathinaikos–PAOK: Panathinaikos-PAOK Thessaloniki
  - Aris Thessaloniki-AEK Atene/Olympiakos/Panathinaikos
- Derby di Volos: Niki Volos-Olympiakos Volos[4]
- Derby di Larissa: AEL Larissa-Apollon Larissa
- Derby di Creta: Ergotelis-OFI Creta
- Derby della Tessaglia occidentale: Anagennisi Karditsa-Trikala F.C.
- Derby della Tessaglia: AE Larissa-Niki Volos/Olympiakos Volos[5]
- Derby di Karditsa: A.O. Karditsa-Anagennisi Karditsa
- Derby del Peloponneso occidentale: Kalamata-Paniliakos/Messiniakos
- Derby della Macedonia orientale: Doxa Drama-Kavala
- Derby di Rodi: Rodos-Diagoras
- Derby dell'Emazia: Veria-Naoussa/Pontioi Veria
- Derby dell'Epiro: PAS Giannina-Anagennisi Arta/Kerkyra/Preveza/Panetolikos
- Derby dell'Etolia Acarnania: Panetolikos-A.E. Messolonghi
- Derby dell'Arcadia: Asteras Tripoli-Panarkadikos
- Derby del Peloponneso orientale: Panargiakos-Panarkadikos
- Derby della Drama: Doxa Drama-Pandramaikos
- Derby dell'Acaia: Panachaiki-Panegialios
- Derby della Pieria: Pierikos-A.E. Karitsa/Ethnikos Katerini
- Derby di La Canea: Chania-Platanias